# Blaise Mettraux
Pour les articles homonymes, voir Mettraux.
Blaise Mettraux, né le 13 avril 1962 à Lausanne, est un percussionniste, pianiste et enseignant vaudois.

## Biographie
Après des études de piano classique au Conservatoire de Lausanne, Blaise Mettraux poursuit ses études au Conservatoire de jazz à Fribourg. Il participe à de nombreux concerts dans toute l'Europe, à la création de plusieurs albums dans le domaine de la musique pop avec des groupes comme Cosa Nostra, Taboo ou Sens Unik. Il travaille aussi en tant qu'accompagnateur pour divers chanteurs avec lesquels il réalise plusieurs albums.
Blaise Mettraux enseigne dans les écoles secondaires depuis 1987 et a composé en 1994 la musique de Mars, spectacle pour enfants, créé lors du 400e anniversaire de l'Abbaye de Baulmes. En 1993, il reprend ses études au Conservatoire de Lausanne dans le but d'obtenir un brevet de maître de musique. Dès 1995, ses activités de percussionniste au sein de l'Orchestre symphonique universitaire de Lausanne (OSUL) et de l'Orchestre symphonique de Genève (OSG) l'amènent à s'intéresser de près à la composition musicale pour chœur et pour orchestre. Il compose une Messe en ré mineur pour chœur, alto solo et petit ensemble qui sera créée en 1996.
Dès lors, Blaise Mettraux ne cesse de composer pour des formations variées. Autodidacte, il collabore pendant plusieurs années avec Sens Unik. Ainsi il compose en 1998 des musiques électroniques pour la Fête du blé et du pain (Échallens) et, en 2002, la création Impromptu pour harpe et marimba pour le huitième World Harp Congress. En 2005, l'Église évangélique réformée lui commande une œuvre de la Passion pour 12 percussionnistes et récitants, créée dans le Centre culturel des Terreaux à Lausanne. En 2011, il écrit Tinguely 2012, un spectacle-création qui rend hommage à l'artiste Jean Tinguely et à son œuvre.
Blaise Mettraux est professeur de musique dans des écoles secondaires. 

## Sources
- « Blaise Mettraux », sur la base de données des personnalités vaudoises sur la plateforme « Patrinum » de la Bibliothèque cantonale et universitaire de Lausanne.
- 24 Heures, 2002/06/01-02, p. 17
- 24 Heures, 2007/03/13, p. 26
- La Broye, 2011/05/12, p. 13
- 24 Heures, 2012/04/05, p. 39